# Man-Kei To
Man-Kei To (Ninove, 25 augustus 1986) is een Belgisch paralympisch badmintonspeelster. In 2023 werd ze Europees kampioene G-badminton. Haar bijnaam is Kiki.

## Levensloop
Haar ouders kwamen oorspronkelijk uit Hongkong en verhuisden rond 1983 naar het Belgische Ninove waar ze een horecazaak begonnen. Bij een zwaar auto-ongeval in 2007 liep de 20-jarige Man-Kei To ter hoogte van borstwervel T12 een breuk op, waarbij haar ruggenmerg werd beschadigd. Ze geraakte verlamd aan de heupen en ook haar rompfunctie was aangetast. Sindsdien moet ze zich in een rolstoel verplaatsen. Na haar revalidatie en het behalen van haar bachelor Optiek & Optometrie aan de Hogeschool-Universiteit Brussel ging To aan de slag bij de firma Johnson & Johnson. In 2013 dacht ze met rolstoeltennis te beginnen als hobbysport omdat ze in haar jeugd nog tennis had gespeeld, maar uiteindelijk kwam ze bij een andere racketsport terecht. In Herne dicht bij haar woonplaats Ninove vond ze in september een club die rolstoelbadminton aanbood. Mettertijd trainde ze meer en meer en nam ze deel aan kleine toernooien in België en Nederland. To speelt rechtshandig.
Vanaf 2015 nam To deel aan grotere internationale toernooien in de WH1-klasse, wat slaat op spelers in rolstoel 'zonder buikspieren'. In 2019 trachtte ze zich te kwalificeren voor de Paralympische Spelen van Tokio, maar haalde de selectie net niet. G-badminton en een halftijdse job combineren verliep moeizaam, waarop ze eind dat jaar koos voor een voltijdse carrière als professioneel topsporter, getraind door coaches van Badminton Vlaanderen.
In 2022 won de G-badmintonster samen met de Turkse Emin Seçkin zilver in het dames dubbelspel op het Wereldkampioenschap in Tokio. In augustus 2023 won ze goud in het enkelspel op de Europese kampioenschappen parasporten in Rotterdam. In mei 2024 ontving To de trofee "Europees Parabadmintonster van het Jaar" tijdens het awardgala van de sportfederatie Badminton Europe. Later dat jaar nam ze deel aan de Paralympische Zomerspelen van Parijs. De Belgische eindigde er als vierde in het enkelspel in de klasse WH1 van G-badminton.

## Topprestaties
2016
- Europees Kampioenschap (Beek):  (dubbel)

2017
- Spanish Para Badminton International:  (enkel) -  (dubbel)
- Irish Para Badminton International:  (gemengd dubbel)
- Belgisch Kampioenschap:  (enkel) -  (gemengd dubbel)

2018
- Victor Denmark Para-Badminton:  (enkel) -  (dubbel) -  (gemengd dubbel)
- Europees Kampioenschap (Rodez):  (enkel) -  (dubbel) -  (gemengd dubbel)

2019
- Canada Para Badminton International:  (dubbel)
- Victor Denmark Para-Badminton:  (gemengd dubbel)

2020
- Brazil Para Badminton International:  (enkel) -  (dubbel)
- Peru Para Badminton International:  (enkel) -  (dubbel)

2021
- Spanish Para Badminton International:  (dubbel)
- Dubai Para Badminton International:   (enkel)

2022
- Wereldkampioenschap (Tokio):  (dubbel)
- Canada Para Badminton International:  (dubbel) -  (gemengd dubbel)
- Spanish Para Badminton International:  (enkel)

2023
- Japan Para Badminton International:  (enkel) -  (gemengd dubbel)
- Australia Para Badminton International:  (enkel) -  (gemengd dubbel)
- Europees Kampioenschap (Rotterdam):  (enkel) -  (dubbel)
- Canada Para Badminton International:  (enkel) -  (gemengd dubbel)
- Bahrain Para Badminton International:  (enkel) -  (gemengd dubbel)
- Thailand Para Badminton International:  (enkel) -  (gemengd dubbel)
- Brazil Para Badminton International:  (enkel) -  (gemengd dubbel)
- Spanish Para Badminton International:  (enkel) -  (dubbel)

2024
- Wereldkampioenschap (Pattaya):  (enkel)
- Spanish Para Badminton International I (Vitoria):  (enkel) -  (gemend dubbel)
- Spanish Para Badminton International II (Toledo):  (enkel)
- Paralympische Zomerspelen (Parijs): vierde plaats (enkel)